# 雙堡牌坊
雙堡牌坊或仁壽雙石牌坊位於四川省仁壽縣中華鄉牌坊村小學東側200餘米處。兩坊石牌坊相距44.5米，是清光緒七年（1881年）為表彰當地徐氏家族的余氏和楊氏兩嬸娘所建的節孝坊。這對牌坊用石料雕刻了339龕，內容為戲文、民間故事及鳥獸、花卉圖案。
1996年9月16日，以“雙石牌坊”之名公佈為四川省第四批省級文物保護單位。2006年5月25日，以“雙堡牌坊”之名列為第六批全國重點文物保護單位。